# Kvalvåg (Kristiansund)
Kvalvåg este o localitate din comuna Kristiansund, provincia Møre og Romsdal, Norvegia.